# Jeu de paume de Rennes
Le Jeu de paume est un bâtiment situé à l’ouest du quartier Centre de Rennes, au 12, rue Saint-Louis. C’est le seul bâtiment subsistant de l’ancien grand séminaire des Eudistes fondé en 1670 et l'un des plus anciens bâtiments de jeu de paume en élévation conservé en France.

## Historique

### Jeu de paume
L'année de création de l'édifice reste à ce jour inconnue. Une analyse dendrochronologique, menée en 2011, indique cependant que le bois utilisé dans la charpente du bâtiment a été abattu au cours des années 1605-1607. Le jeu de paume aurait donc été construit au début du XVIIe siècle. Le jeu de paume mesure 28,82 mètres sur 9,15 mètres et présente à l'intérieur une bonne conservation des éléments de charpente montrant les caractéristiques d'un jeu de paume. Si les galeries et escaliers ont disparu, les traces subsistantes sont bien conservées.
Dans son ouvrage Le Vieux Rennes, l'historien Paul Banéat relate que le jeu de paume de la rue Saint-Louis, baptisé « Le Pélican », était un lieu très fréquenté. Ce sport, ancêtre du tennis, était en effet très prisé au XVIIe siècle. Preuve de cet engouement, dans les années 1650, le quartier comptait trois autres salles de jeux de paume dans les rue Saint-Louis, rue de Penhoët et rue Saint-Michel. Si le quartier abritait une telle concentration de lieux sportifs, c'est qu'à l'époque il était situé dans les faubourgs de la ville où il restait suffisamment d'espace pour implanter ces lieux de loisirs.
En 1686, Palasne de la Ménardière, huissier au Parlement de Bretagne et propriétaire de l'édifice, vend « Le Pélican » pour la somme de 6 000 livres. L'acheteur est Charles Ferret, seigneur du Tymeur, riche magistrat du Parlement de Bretagne. Celui-ci achète le bâtiment pour le compte de l'évêché de Rennes : le grand séminaire, confié aux Eudistes, s'y installe peu après.

### Transformation en chapelle
La salle du jeu de paume devient alors une chapelle. L'architecture est revue avec la création d'un transept par l'ajout de deux extensions à l'est et à l'ouest, et la pose d'une voûte lambrissée au plafond. Sur le fronton de la façade sud du bâtiment, une citation latine datée de 1690 et tirée de la geste de Jacob du livre de la Genèse (chapitre 28, verset 17 : « Non est hic aliud nisi domus dei et porta cæli » (« Ici est véritablement la maison de Dieu et la porte du Ciel ») attestent de la fonction religieuse du lieu.
La transformation de la salle du jeu de paume en chapelle correspond aux mutations du quartier et à la perte d'intérêt du jeu. À la fin du XVIIe siècle, cette partie de Rennes prend en effet une coloration religieuse avec les nombreux couvents et édifices religieux construits dans les alentours. En plus du grand séminaire qui s'est installé dans la rue Saint-Louis, on peut citer le couvent des Jacobins déjà présent sur la place Sainte-Anne et celui de la Visitation dans la rue du même nom.   

### Usage civil
Le bâtiment connaît ensuite plusieurs affectations. Il est confisqué à l'Église lors de la Révolution, et devient en 1793 la propriété de l'armée, le grand séminaire devenant hôpital militaire . Il est acheté par la Ville de Rennes en 1994, qui y installe des bureaux pour ses services municipaux.
La totalité du bâtiment est inscrit aux Monuments historiques par  arrêté du 23 juillet 2012,,. 
Avant la réhabilitation du bâtiment, une campagne de fouilles est menée par l'Institut national de recherches archéologiques préventives en 2014. Celle-ci permet de redécouvrir le jeu de paume à travers ses différents éléments d'architecture caractéristiques comme le carreau ou les galeries des spectateurs...
En décembre 2019 a lieu inauguration du bâtiment reconverti, ainsi que celui de la salle de La Cité situé à côté, en équipement de quartier intergénérationnel.

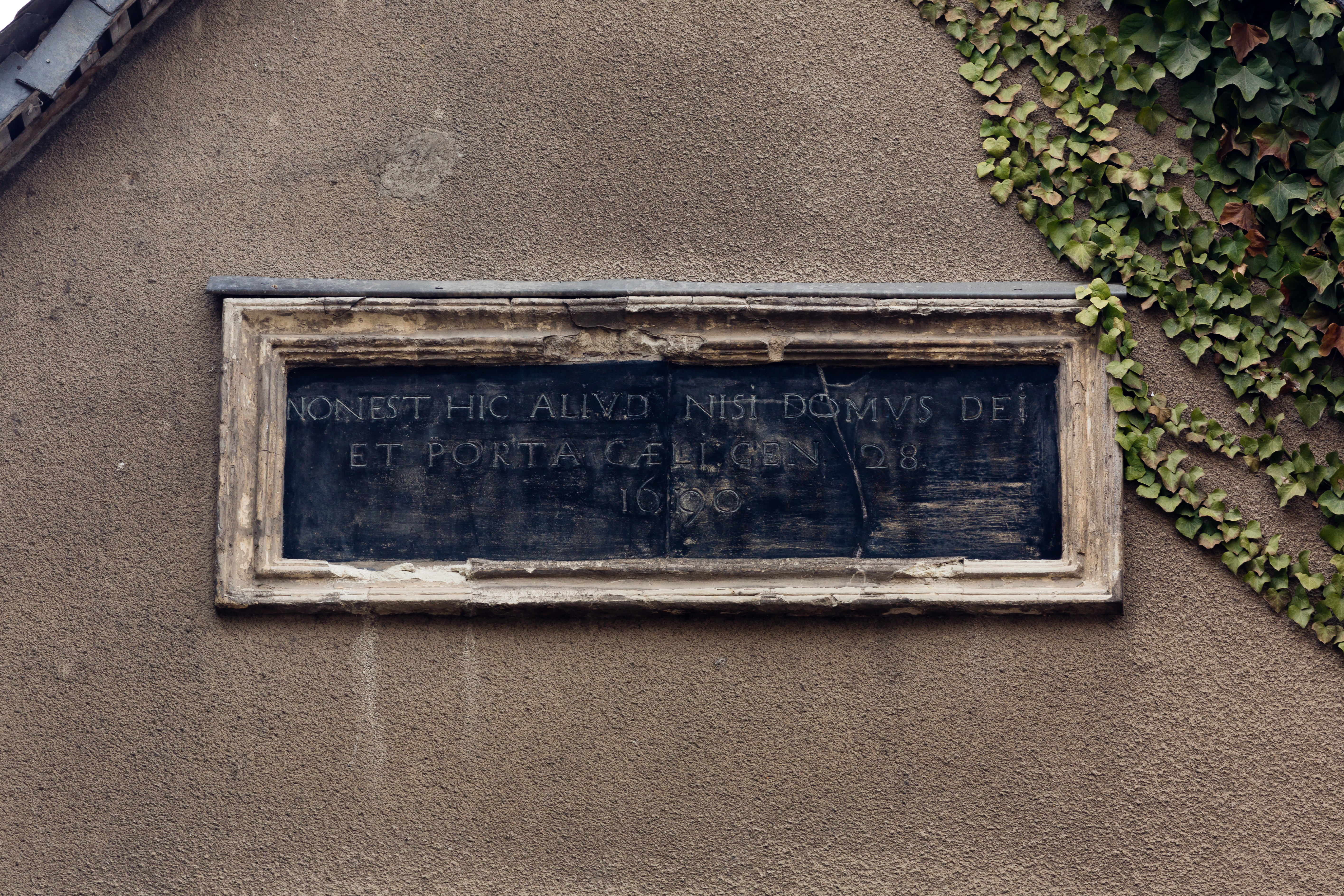
Inscription du livre de la Genèse sur le fronton de la façade.
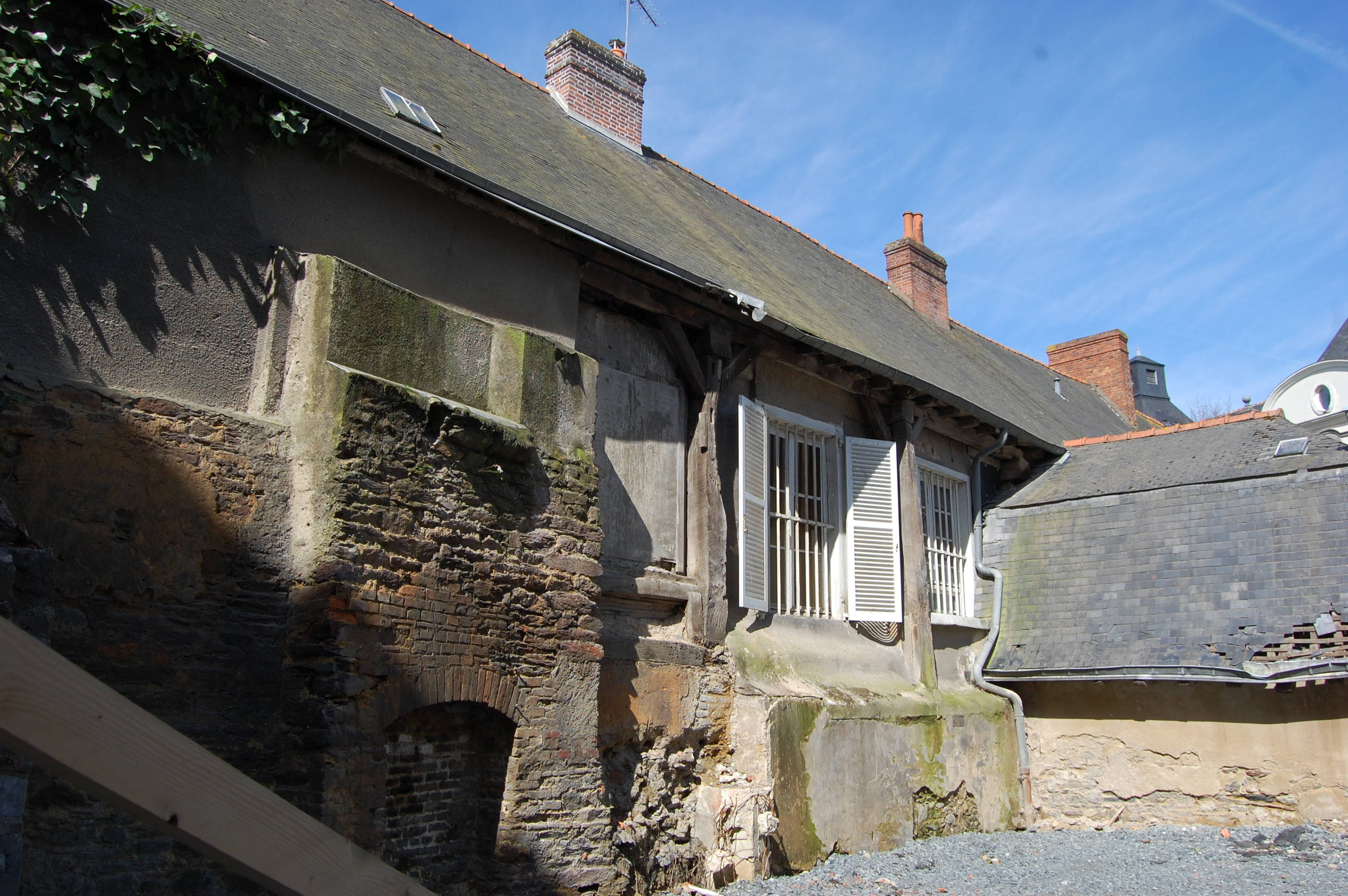
Façade latérale de la salle.